# Kungssången
Kungssången (Kongesangen) er den svenske kongesang. Sangen er også kendt under navnet Ur svenska hjärtans djup en gång, som er sangens første linje.
Teksten er skrevet af Carl Vilhelm August Strandberg og musikken før mandskor af Otto Lindblad. Sangen erstattede den forhenværende kongesang: Bevare Gud vår kung som havde den samme melodi, som den britiske God Save the King. 
Normalt synger man kun det første vers. De øvrige vers' indhold anses i dag være alt for nationalistiske (i krigerisk forstand). Nogle gange synges både det første og det sidste vers.
Kungssången
1. Ur svenska hjärtans djup en gång 
en samfälld och en enkel sång, 
som går till kungen fram! 
Var honom trofast och hans ätt, 
gör kronan på hans hjässa lätt, 
och all din tro till honom sätt, 
du folk av frejdad stam! 
2. O konung, folkets majestät
är även ditt: beskärma det 
och värna det från fall! 
Stå oss all världens härar mot, 
vi blinka ej för deras hot: 
vi lägga dem inför din fot – 
en kunglig fotapall.
3. Men stundar ock vårt fall en dag, 
från dina skuldror purpurn tag, 
lyft av dig kronans tvång 
och drag de kära färger på, 
det gamla gula och det blå, 
och med ett svärd i handen gå 
till kamp och undergång! 
4. Och grip vår sista fana du 
och dristeliga för ännu 
i döden dina män! 
Ditt trogna folk med hjältemod 
skall sömma av sitt bästa blod 
en kunglig purpur varm och god, 
och svepa dig i den. 
5. Du himlens Herre, med oss var, 
som förr du med oss varit har, 
och liva på vår strand 
det gamla lynnets art igen 
hos sveakungen och hans män. 
Och låt din ande vila än 
utöver nordanland!